# Lanciabombe Minucciani
Il lanciabombe Minucciani era un dispositivo di tipo rotativo lanciabombe a tiro continuo in grado di proiettare a distanze oltre i 200 metri granate di forma lenticolare.
Il dispositivo venne ideato e progettato dal sottotenente ingegnere Gino Minucciani per essere impiegato nel corso della prima guerra mondiale. Fu proposto ai comandi superiori per l'adozione il 1º giugno 1916 trovando subito un favorevole riscontro. Dopo una serie approfondita di prove, con ottimi risultati, presso la Scuola Bombardieri di Susegana e il lancio di un migliaio di granate adattate a cura dell'officina militare di Pavia, il 16 giugno il lanciabombe venne adottato e raccomandato dalle autorità militari.